# جهان زنان
جهان زنان مجله‌ای ویژه حقوق زنان و آموزش آنان بود که فخرآفاق پارسا به سال ۱۳۰۰* در مشهد چاپ آن را آغاز کرد و بعدها انتشارش را در تهران ادامه داد. به رغم اتخاذ عمدی لحنی میانه‌رو هنگام سخن‌راندن در آموزش زنان، چاپ مجله خالی از مصیبتی نبود. توضیح آنکه پس از نشر نامهٔ سردبیر پیرامون کشف حجاب و حقوق برابر، در شماره‌ای از مجله، نویسنده مغضوب و کاشانه‌اش تاراج شد. آفاق پارسا در نهایت به قم تبعید شد و امتیاز نشریه جهان زنان هم لغو شد.